# Camponotus brevisetosus
Camponotus brevisetosus é uma espécie de inseto do gênero Camponotus, pertencente à família Formicidae.